# 中環南站
中環南站（英語：Central South Station），前稱中環西站，是港鐵沙中綫原定興建的南端終點站，由九廣鐵路公司提出；但現時已擱置興建。

## 擱置
中環南站的前身為中環西站，2001年政府邀請兩鐵競投沙中綫時，當局構思中的中環西站位於荷里活道近擺花街，鄰近中區警署（現稱大館）﹐方便市民直接到蘭桂坊一帶消遣和上班。2002年九鐵奪得沙中綫營運權後，決定將中環西站東移，更為接近蘇豪區及中環心臟地帶。直至2004年，九鐵將沙中綫改為「不直接過海」，同時稱中環西站選址土質鬆軟，難以施工，決定改為研究在上亞厘畢道以南建站。
由於同一時間政府研究兩鐵合併，九鐵需要押後沙中綫的動工日期。為避免與地鐵現有資源重疊，兩鐵合併後的沙中線將取消金鐘東站及中環南站，並改以擴建地鐵金鐘站作補償。運輸及房屋局前局長鄭汝樺曾表示有待政府總部搬遷到添馬艦後，當局會再考慮以舊政府總部地底設站，但因為該處同樣面對地質鬆軟的問題，令中環南站至今仍未覓得合適選址。2008年，運輸及房屋局（運輸及物流局前身）前局長鄭汝樺宣布沙中綫由原來南端終點站中環南站改以金鐘站為終點站，前往中環站的乘客須轉乘港島綫或荃灣綫。
雖然中環南站已擱置興建，但是在東鐵綫金鐘站以南的掉頭路軌隧道中仍預留有分岔位置。

## 外部連結
- 香港鐵路大典上的相关条目：中環南站